# Surfinia

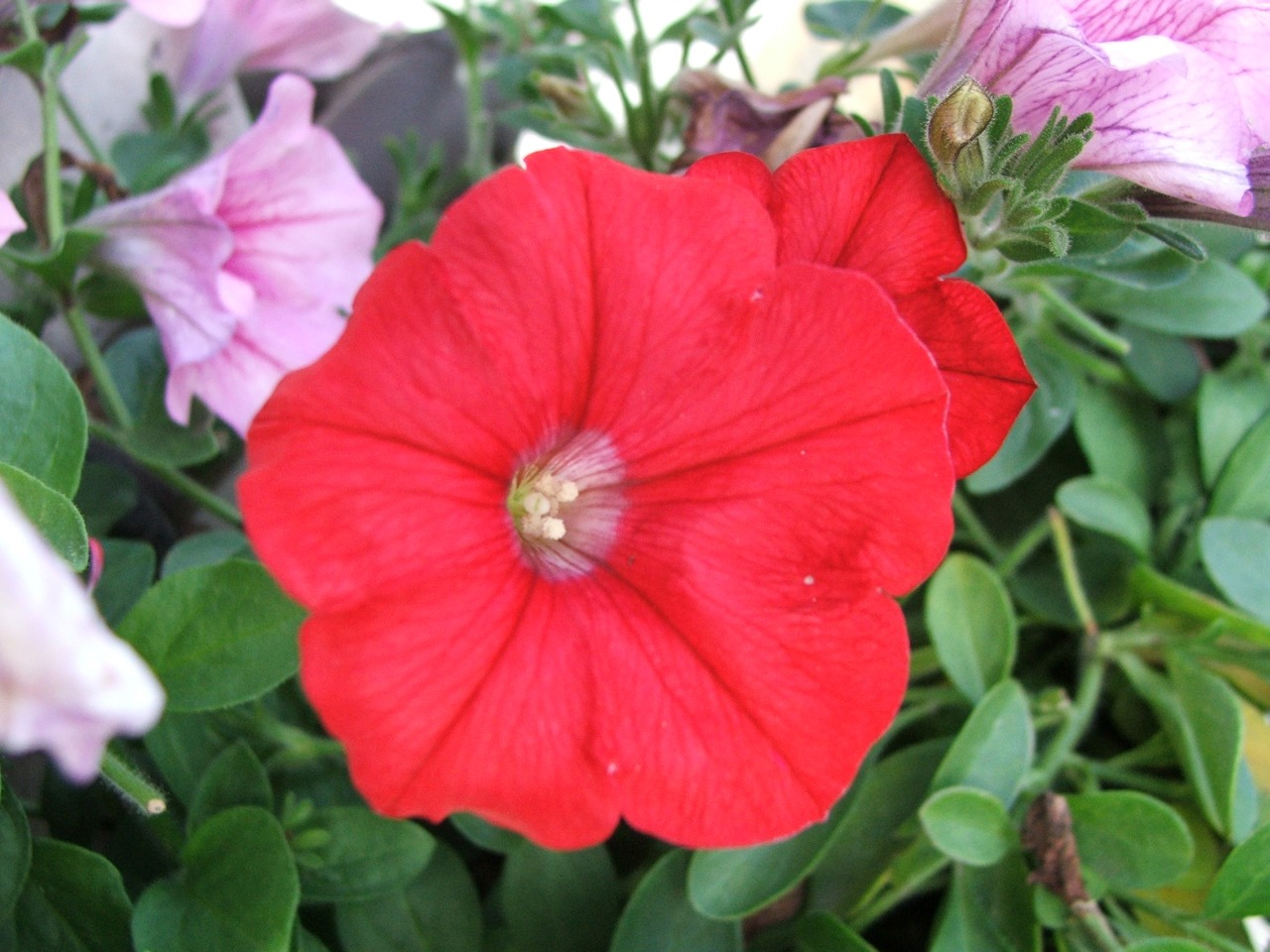

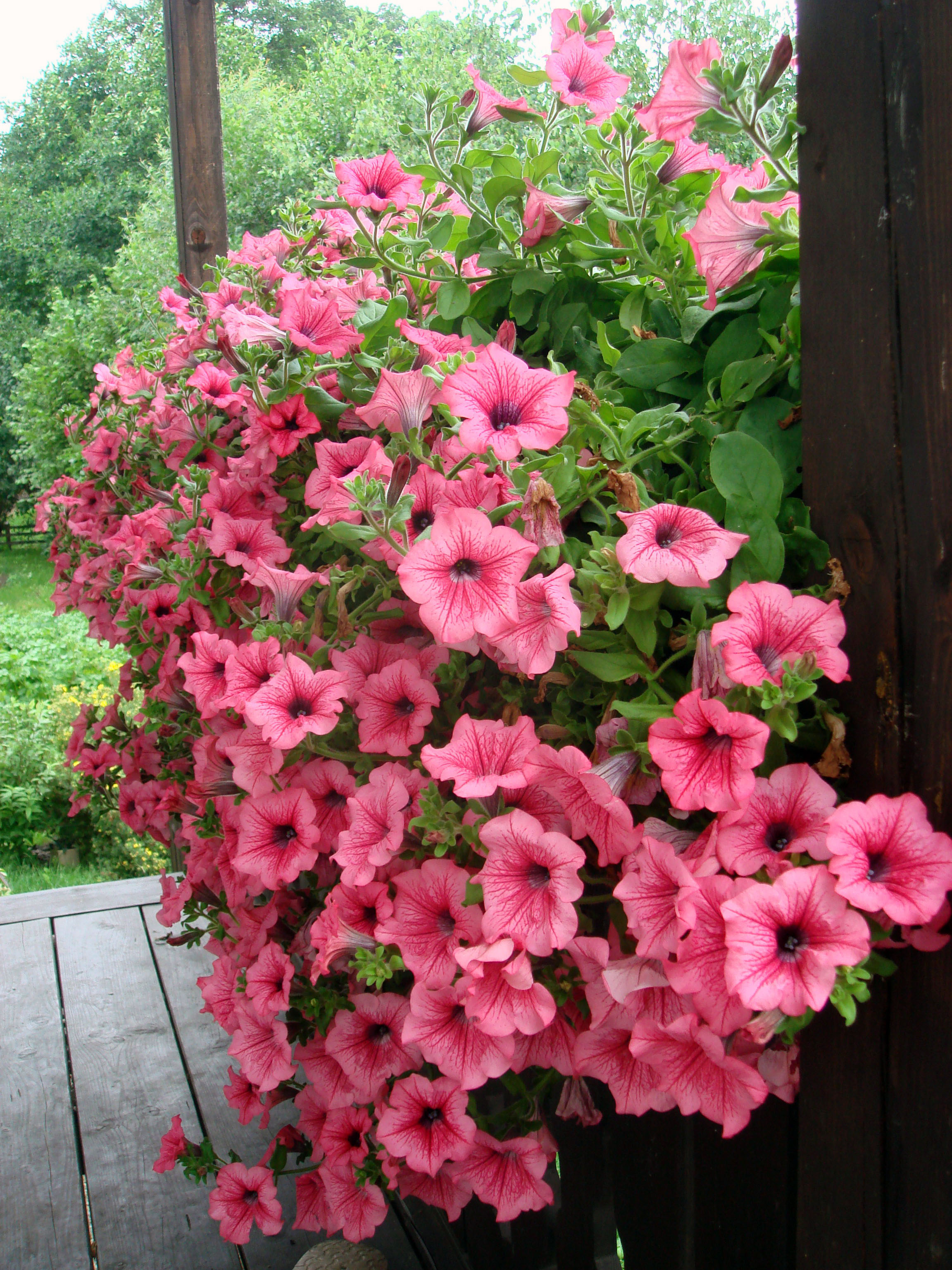

Surfinia – grupa odmian petunii ogrodowej (Petunia  ×hybrida hort. ex Vilm). Nazwą tą określa się liczne odmiany petunii o zwisających pędach. Pierwsze odmiany surfinii wyhodowali Japończycy przy zastosowaniu technik inżynierii genetycznej. W Europie surfinia pojawiła się dopiero pod koniec lat 90. XX wieku. Jest w całej Europie i w Polsce pospolicie uprawiana jako roślina ozdobna.

## Charakterystyka
PokrójRoślina o zwisających pędach. Cała jest lepko owłosiona i wydziela charakterystyczny zapach.
ŁodygaRozgałęziona, zwisająca, szorstko i lepko owłosiona. U niektórych odmian osiąga długość do 2 m.
LiścieUlistnienie nakrzyżległe, liście podłużnie jajowate, lub owalnie jajowate.
KwiatyKielich o działkach lancetowatych, wolnych i również lepko owłosionych. Korona kwiatu kielichowata, szeroko rozwarta, do połowy rozcięta na 5 sfałdowanych łatek., wewnątrz niej 5 pręcików i 1 słupek. U różnych odmian barwa kwiatów jest ogromnie zróżnicowana; od białej  poprzez różową, czerwoną i purpurową do fioletowej. Kwiaty zapylane są przez motyle nocne z rodziny zawisakowatych.
OwocTorebka zawierająca liczne i drobne, kuliste, jasnobrązowe nasiona.

## Zastosowanie
Roślina ozdobna.  Jest u nas pospolicie uprawiana jako  roślina pokojowa i używana głównie do ozdabiania balkonów, werand, altan, parapetów okiennych, pergoli. Wyeksponowana w zwisających pojemnikach na różnego rodzaju kwietnikach służy  do ozdabiania ogródków przydomowych. Nadaje się także do ozdabiania mieszkań. Jej ogromną zaletą jest fakt, że obficie kwitnie i jest odporna na niesprzyjające warunki atmosferyczne: nawet po ulewnym deszczu jej kwiaty szybko się podnoszą. Okres kwitnienia ma bardzo długi – od maja do pierwszych  jesiennych przymrozków. Wymaga troskliwej opieki.

## Uprawa
- Sadzonki: w amatorskiej uprawie rozmnażanie jest trudne, zwykle kupuje się gotowe sadzonki, wyhodowane przez ogrodników pod  osłonami.
- Podłoże: wymaga żyznej, próchnicznej i przepuszczalnej  ziemi o odczynie lekko kwaśnym (pH 5,5-6,5). W dnie pojemników muszą być otwory, przez które wypłynie nadmiar wody. Jeśli jednak chcemy, by woda zbyt szybko nam nie uciekała, najlepiej zastosować skrzynki i doniczki o podwójnym dnie.
- Światło:  wymaga bardzo dużej ilości światła (doskonale znosi ostre słońce i letnie upały), gdyż wtedy bardzo szybko zakwita – przy jego niedoborze kwitnienie może się opóźnić nawet o cztery tygodnie. Najlepszym miejscem na sadzenie są wystawy południowe, południowo-wschodnie lub ew. południowo-zachodnie.
- Podlewanie: wymaga obfitego podlewania. W zależności od pogody podlewać należy co kilka dni, lub codziennie, a w czasie upałów  nawet dwukrotnie w ciągu dnia.
- Nawożenie: wymaga obfitego, częstego nawożenia rozcieńczonymi nawozami wieloskładnikowymi, najlepiej specjalną mieszanką nawozów przeznaczonych dla surfinii. Można też zastosować nawozy o przedłużonym działaniu, które w postaci pałeczek wtyka się do gleby przy każdej sadzonce.
- Pielęgnacja: systematyczne usuwanie przekwitniętych kwiatów powoduje, że roślina ładniej wygląda i obficiej kwitnie[2][3]. Silne i ulewne deszcze mogą uszkodzić delikatne kwiaty i pędy rośliny dlatego zalecane często jest uprawianie na balkonach lub tarasach (bądź chowanie na czas burz). Opadłe i przekwitłe kwiaty surfinii mogą brudzić balkony (zwłaszcza te o intensywnej barwie), dostępne są odmiany, których kwiaty pozostają na pędach nawet po przekwitnięciu. Zalecane jest regularne usuwanie przekwitłych kwiatów co sprzyja kwitnieniu i dodatkowo zabezpiecza przed rozwojem chorób grzybowych[4].

## Choroby i szkodniki
- choroby grzybowe. Przy niesprzyjającej pogodzie (długotrwałe opady, mżawka, zimno) surfinie mogą zostać porażone przez grzyby pasożytnicze, co objawia się brunatnieniem pędów, więdnięciem roślin i gorszym rozwojem. Porażone pędy należy usuwać, roślinę wielokrotnie opryskiwać środkami grzybobójczymi. Współczesne odmiany są coraz bardziej odporne na choroby[3].